# Tteokbokki
El tteokbokki es un popular aperitivo coreano hecho base de pastel de arroz (garaettok) y que habitualmente se compra a vendedores callejeros o en pojangmachas. Originalmente, se llamaba tteok jjim (떡찜) y fue parte de la cocina de la corte real coreana. Este tipo de tteokbokki se elaboraba cociendo en agua tteok (pastel de arroz), carne, verdura, huevos y condimentos, sirviéndolo luego cubierto con fruto de ginkgo y nueces. En su forma original, el tteokbokki, que entonces era llamado gungjung tteokbokki se servía en la corte real y era considerado un ejemplo representativo de la alta cocina. El tteokbokki era un plato salteado consistente en garaetteok (가래떡, tteok con forma cilíndrica) combinado con diversos ingredientes, como ternera, brotes de frijol chino, perejil, hongo shiitake, zanahoria y cebolla, condimentado con salsa de soja.

## Historia moderna

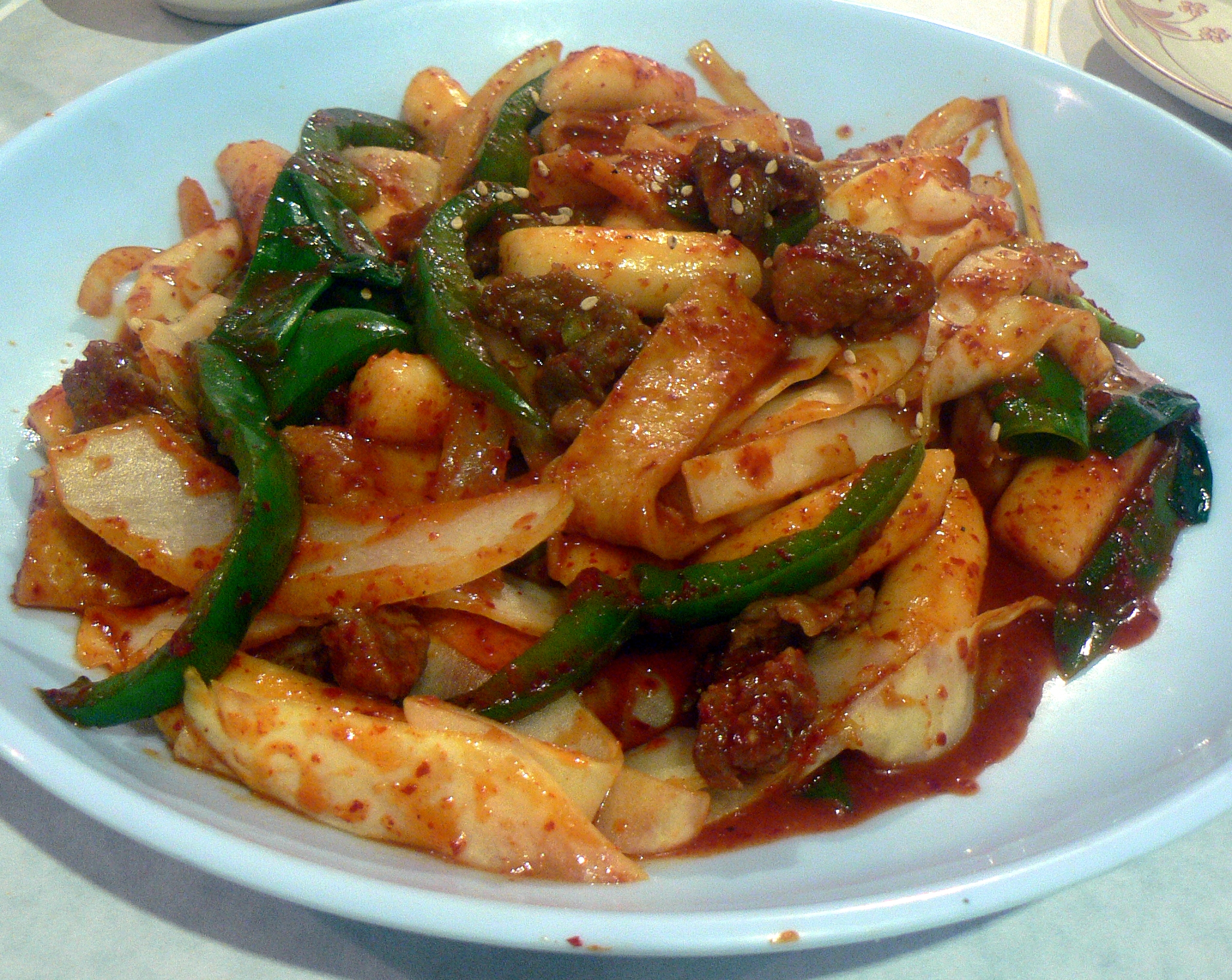
Haemul tteokbokki (해물 떡볶이, tteokbokki de marisco).

Tras la guerra de Corea se hizo muy popular un nuevo tipo de tteokbokki. Mientras las versiones anteriores eran saladas, la nueva era mucho más picante. Además de los ingredientes tradicionales, este tteokbokki incluía gochujang, una pasta picante hecha de pimiento chile y odeng (pastel de pescado). Otros ingredientes añadidos al tteokbokki son los huevos duros, mandus (dumplings coreanos) fritos, ramyeon (que entonces se convierte en rabokki/labokki 라볶이) y queso. Actualmente, muchos tipos de tteokbokki son populares, como el de marisco (해물 떡볶이) o el de arroz (쌀떡볶이). El tteokbokki de arroz es actualmente más popular que los antiguos, de harina.
Sindang-dong, en Seúl, donde se vendió el primer tteokbokki, sigue siendo muy famoso por este plato.